# هنريك نيلسن (لاعب جمباز فني)
هنريك نيلسن (بالنرويجية البوكمول: Henrik Nielsen)‏ هو لاعب جمباز فني نرويجي، ولد في 3 نوفمبر 1886 في برغن في النرويج، وتوفي بنفس المكان في 8 أغسطس 1973.

## وصلات خارجية
- هنريك نيلسن على موقع أوليمبيديا (الإنجليزية)